# Magdalena Żebrowska
Magdalena Żebrowska (29 de mayo de 1996) es una deportista de Polonia que compite en atletismo. Ganó una medalla de plata en el Campeonato Europeo de Atletismo por Equipos de 2021, en la prueba de salto de longitud.